# Amy Sillman
Amy Sillman (* 1955 in Detroit, Michigan) ist eine US-amerikanische Malerin.

## Leben
Amy Sillman arbeitete in einer Konservenfabrik in Alaska und in einem feministischen Siebdruckwerk in Chicago. Sie besuchte das Beloit College in Beloit (Wisconsin), bevor sie an der New York University studierte, um als Übersetzerin für die japanische Sprache bei den Vereinten Nationen zu arbeiten. Anschließend begann sie ein Studium an der School of Visual Arts in Rose Hill in New York City, das sie 1979 mit einem Bachelor of Fine Arts abschloss.
Silman erlangte 1995 den Master of Fine Arts (MFA) am Bard College. In den Jahren darauf wurde sie mit verschiedenen Stipendien ausgezeichnet, stellte gleichzeitig in den USA und in Galerien im Ausland aus.
Von 2015 bis 2020 war sie Professorin für Malerei an der Städelschule in Frankfurt am Main.

## Stipendien und Auszeichnungen
- 1995: Stipendium des National Endowment for the Arts in der Sparte Malerei
- 1995: Elaine de Kooning Memorial-Stipendium
- 1999: Stipendium der Pollock-Krasner-Foundation
- 1999: Stipendium der Joan-Mitchell-Foundation
- 2001: Guggenheim-Stipendium
- 2009: Stipendiatin für Bildende Künste der American Academy in Berlin
- 2010: Wahl zum Mitglied (NA) der National Academy of Design[2]
- 2020: Wahl zum Mitglied der American Academy of Arts and Letters
- 2023: Wahl zum Mitglied der American Academy of Arts and Sciences

## Einzelausstellungen (Auswahl)
- 1988: Kanonia Centre for Arts, Ahmedabad, Indien
- 2004: ICA Ramp Project, Institute of Contemporary Art, University of Pennsylvania, Philadelphia, USA
- 2007: Suitors  Strangers, Blaffer Gallery - The Art Museum of the University of Houston, Texas, USA
- 2008: Third Person Singular, Hirshhorn Museum and Sculpture Garden, Washington, D.C., USA.
- 2013: One Lump or Two, Institute of Contemporary Art, Boston, Boston, Massachusetts, USA.
- 2015: Yes & No, Kunsthaus Bregenz, im Rahmen des Ausstellungsformats KUB-ARENA, bis 10. Jan. 2016.
- 2016: The ALL-OVER, Portikus, Frankfurt am Main.[3]
- 2017: ein Paar, Capitain Petzel, Berlin.[4]
- 2018: Landline, Camden Arts Center, London[5]

## Werke in Museen (Auswahl)
- Art Institute of Chicago, Chicago
- Museum of Fine Arts, Boston
- Museum of Modern Art (MOMA), New York City
- Whitney Museum of American Art, New York City